# 다누키코지 상점가

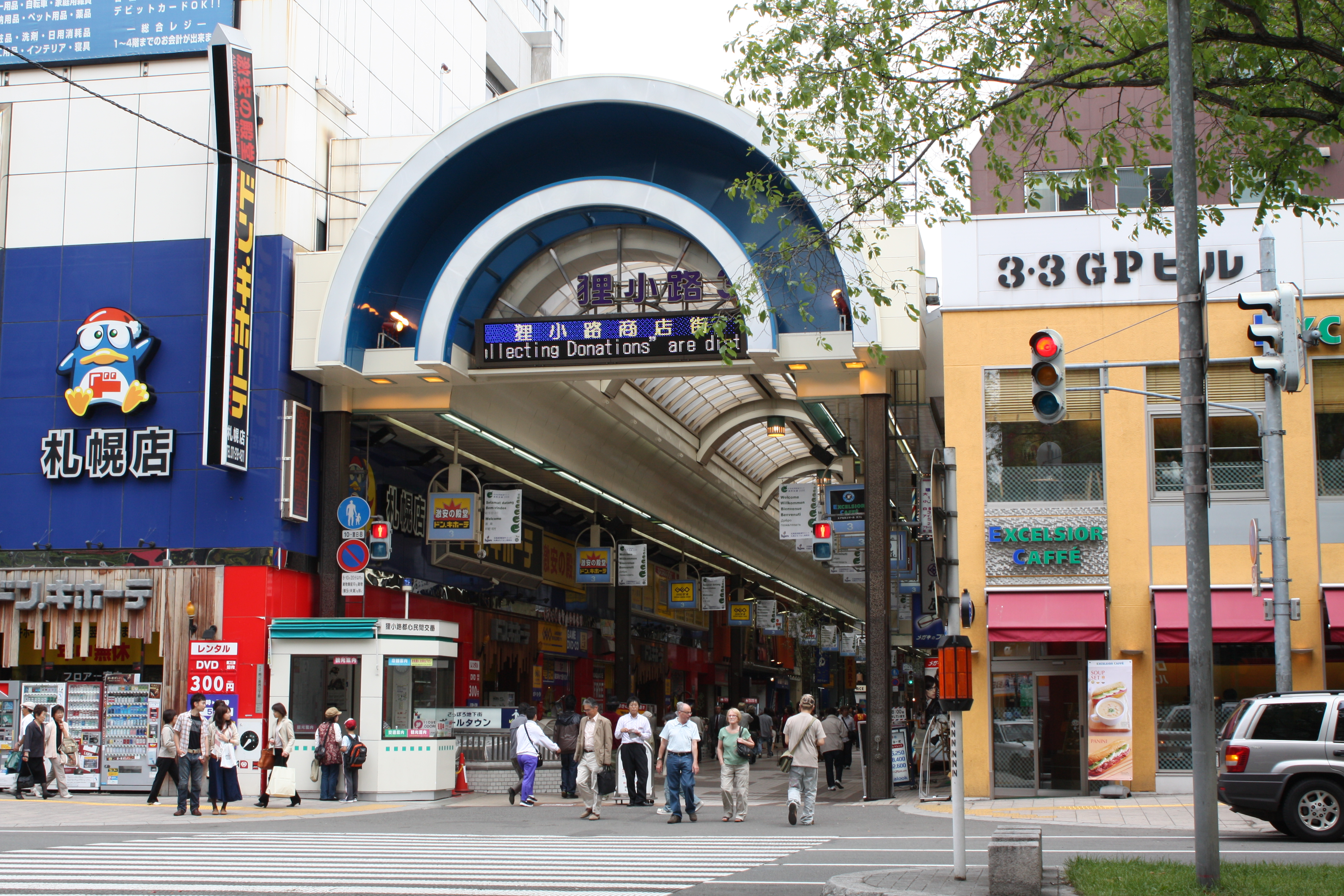
다누키코지 상점가 (2008년 6월)

다누키코지 상점가(일본어: 狸小路商店街 다누키코지쇼텐가이[*])는 일본 홋카이도 삿포로시 주오구에 있는 상점가이다.